# 国友愛佳
国友 愛佳（くにとも あいか、4月30日 - ）は、日本のグラビアアイドル、タレント。女性アイドルグループ・ヤンチャン学園、KNU oNEWの元メンバー。群馬県高崎市出身。プリュ所属。
モーターマガジン社RIDE-ライドル。

## 略歴
- 『ミスhanaガール2014』3位
- マシェリバラエティ×FLASH誌面グラビア争奪バトル 第6回グランプリ[2]
- 2015年ヤンチャン学園3期生[3]。
- 2015年「ミスヤングチャンピオン」ファン賞を受賞[4]。
- 2018年より、トミーズアーティストカンパニーからジョリーアンリミテッドへの所属を報告[5]。2023年現在、プリュに所属している[1][6]。
- 2021年10月よりKNU oNEWに加入[7]。
- 2023年10月5日、KNU oNEWの公式X（旧Twitter）にて、同年12月30日をもってKNUoNEWの現体制終了と、山下凛を除くメンバーの卒業が発表された[8]。同年12月30日、現体制最終公演が開催された[9]。

## 人物
- 趣味は、愛犬（ゆきぽんとしろぽん）と遊ぶ、映画鑑賞[1]。
- 特技は、粘土細工、マラソン（持久走）[1]。
- 資格は、第1種美術科教員免許、中学校教諭1種免許、高等学校教諭1種免許、普通自動車一種免許、普通自動二輪免許、大型自動二輪免許[1]。
- 愛車はホンダ・CBR600RRのブラックで、番組のツーリング企画で実際に走行する姿を披露している。
- 雑誌の企画もあり、GROMでサーキット走行を度々行っており、過去"みに6"に参加している。
- 3兄妹の長女（弟と妹がいる[10]）。
- うさぎとピスケ、マイメロディが好きでグッズを集めている。

## 作品

### イメージDVD
※太字タイトルはBD版同時発売
- Private Eyes（2016年1月22日、竹書房）
- もう..とめられない... （2018年11月22日、イーネット・フロンティア）
- すきにしていいよ...（2020年3月20日、イーネット・フロンティア）
- グラドル自撮り動画集～おうちグラビア！～（2020年8月25日、CLASSICA）※グラビアアイドル総勢13名による自宅自撮り動画集[11]
- もう一度、恋して（2020年10月22日、ギルド）
- 愛の贖罪（2021年5月21日、イーネット・フロンティア）
- いじわるな愛佳先生（2021年10月29日、スパイスビジュアル）
- あいかとラブラブ♡新婚生活（2022年2月25日、スパイスビジュアル）
- bunbunあいかつん!!（2022年7月28日、NON STYLE）
- 愛の行方（2023年4月28日、NON STYLE）

### VR
- 【VR】バーチャルダイブ 新人のキミを惑わせたくなるこの空間と空気感（2020年4月10日、ファンタスティカ）
- 【VR】バーチャルダイブ 眩しすぎたカノジョとの日常（2020年4月24日、ファンタスティカ）

### 動画配信
- グラドル自撮り動画集～おうちグラビア！～（2020年6月19日、CLASSICA）

### 電子書籍
- GIRL A（2016年5月5日、G Publishers）
- GIRL B（2016年5月5日、G Publishers）
- GIRL C（2016年5月5日、G Publishers）
- もう・・とめられない… Vol.1 / 国友愛佳（2020年2月1日、五百十）
- もう・・とめられない… Vol.2 / 国友愛佳（2020年2月1日、五百十）
- もう・・とめられない… Vol.3 / 国友愛佳（2020年2月2日、五百十）
- もう・・とめられない… Vol.4 / 国友愛佳（2020年2月3日、五百十）
- もう・・とめられない… Vol.5 / 国友愛佳（2020年3月1日、五百十）
- もう・・とめられない… Vol.6 / 国友愛佳（2020年3月1日、五百十）
- もう・・とめられない… Vol.7 / 国友愛佳（2020年3月2日、五百十）
- もう・・とめられない… Vol.8 / 国友愛佳（2020年3月2日、五百十）
- もう・・とめられない… Vol.9 / 国友愛佳（2020年3月3日、五百十）
- もう・・とめられない… Vol.10 / 国友愛佳（2020年3月3日、五百十）
- SAMURAGOCHI グラビア: MUGEN（stock）（2020年7月12日、ジュビリープレス）
- 火遊び: 国友愛佳デジタル写真集（IROKE）（2020年8月17日）[12]
- あいびき: 国友愛佳デジタル写真集（IROKE）（2020年8月20日）[13]
- LOVE AFFAIR: 国友愛佳デジタル写真集 (IROKE) （2020年9月3日）[14]
- 危ない昼休み〜愛佳の場合〜: 国友愛佳デジタル写真集 (IROKE)（2020年10月28日）
- スーツで来たあの子: 国友愛佳デジタル写真集 (IROKE)（2020年11月17日）
- VIVID GIRL 国友愛佳 ＜上＞（2020年11月27日、ビビットキャスト 、撮影：杉吉ゆうじ）
- VIVID GIRL 国友愛佳 ＜下＞（2020年11月27日、ビビットキャスト 、撮影：杉吉ゆうじ）
- VIVID GIRL 国友愛佳 BEST（2020年12月4日、ビビットキャスト 、撮影：杉吉ゆうじ）
- VIVID GIRL 国友愛佳 Single1（2020年12月11日、）
- 国友愛佳　もう..とめられない…＜上巻＞ Venus!（2020年12月11日）
- VIVID GIRL 国友愛佳 Single2（2020年12月18日、ビビットキャスト 、撮影：杉吉ゆうじ）
- VIVID GIRL 国友愛佳 Single3（2020年12月25日、ビビットキャスト 、撮影：杉吉ゆうじ）
- VIVID GIRL 国友愛佳 Single4（2020年12月25日、ビビットキャスト 、撮影：杉吉ゆうじ）
- 国友愛佳ベスト: 国友愛佳デジタル写真集BEST（2020年12月27日、IROKE）
- VIVID GIRL 国友愛佳 Single5（2021年1月8日、ビビットキャスト 、撮影：杉吉ゆうじ）
- VIVID GIRL 国友愛佳 Single6（2021年1月15日、ビビットキャスト 、撮影：杉吉ゆうじ）

## 出演

### テレビ番組
- 志村けんのバカ殿様（フジテレビ）
- ホリさまぁ〜ず（TBS）
- 大人のバイク時間　MOTORISE（BS11／毎週水曜日23:00～23:30）

### テレビドラマ
- 「100の資格を持つ女2」（ABC）

### スマホTV
- スマホ放送局マイスマTV 「カスタムバーニングTV」 レギュラーメンバー（2013年12月〜）

### 舞台
- ゴブレイシアター vol.1　旗揚げ公演 「ミオとジュリとエット・・・」＠シアターKASSAI
- STRAYDOG「問題のない私たち」＠中野テアトルBONBON（2013.8.21〜8.25）
- STRAYDOG” Seedling公演　「けんじ君の春」＠池袋GEKIBA（2014.01/22〜26）
- STRAYDOG Produce「ゴジラ」＠シアターモリエール（2014.7/1〜6）
- ガラスのスニーカー「かいじゅうたいのいるせかい」＠ウエストエンドスタジオ（中野）（2017.6/22〜25）
- 「リアル、ちょっとムズい」(下北沢)(2019.8)

### イベント
ヤンチャン学園として
- アキドラ定期ライブ
- 東京スクールオブビジネス　文化祭

- ミュージック☆エクスプレスpresents 〜品川アイドル祭 vol.12〜@品川ジェイスクウェア
- e-SHINBUNチャンネルvol.3

国友愛佳として
- SRミーティング 2015年9月13日

- 東京モーターサイクルショー2016（2016年3月26-27 モトライズメンバーとして）
- 東京モーターサイクルショー2017（2017年3月24-26 モーターマガジン社ブース）
- 大阪モーターサイクルショー2017

- CBオーナーズミーティング（2015年11月23日、2016年5月22日）

- RIDE集会（16/5/12 筑波サーキット　16/6/5 ボートレース蒲郡、16/7/14 川根 16/8/11 さいたまスタジアム 16/8/27 2りんかん祭り  16/9/18 別府 16/10/2 佐世保 17/2/27 佐野）

### CM
- YAMAHAバイク 『SmartRidingアプリ』 PV（2013/12〜）

### 雑誌
- モーターマガジン社 Mr.Bike BG　「YOKOHAMA ラブストーリーII」 ヒロイン 美奈役（2014年11月号-2015年8月号）
- オートバイ　2015年9月号（モーターマガジン社）
- オートバイ　2015年12月号（モーターマガジン社）
- オートバイ　2016年1月号（モーターマガジン社）
- オートバイ　2016年2月号（モーターマガジン社）
- オートバイ　2016年3月号（モーターマガジン社）
- オートバイ　2016年4月号（モーターマガジン社）
- オートバイ　2016年5月号（モーターマガジン社）
- オートバイ　2016年8月号（モーターマガジン社）
- オートバイ　2016年9月号（モーターマガジン社）
- オートバイ　2016年10月号（モーターマガジン社）
- オートバイ　2016年11月号（モーターマガジン社）
- オートバイ　2016年12月号（モーターマガジン社）
- オートバイ　2017年1月号（モーターマガジン社）
- オートバイ　2017年2月号（モーターマガジン社）
- オートバイ　2017年3月号（モーターマガジン社）
- RIDE（オートバイ付録）
- GOGGLE 2015年9月号（モーターマガジン社）
- GOGGLE 2016年1月号（モーターマガジン社）
- GOGGLE 2016年3月号（モーターマガジン社）
- GOGGLE 2016年7月号（モーターマガジン社）
- GOGGLE 2016年11月号（モーターマガジン社）
- キスカ　2016年3月号
- キスカ　2016年4月号
- 週刊プレイボーイ　2016年7/4号
- 週刊プレイボーイ summer2016